# Out of Time
Az Out of Time az amerikai R.E.M. együttes 1991-es hetedik stúdióalbuma. Ez volt a nemzetközi áttörésük. Az együttes három Grammy-díjat kapott érte 1992-ben, egyet az albumért, a legjobb alternatív zenei album kategóriában, kettőt a Losing My Religion dalért.

## Áttekintés
Ez az eklektikus album jelentős előrelépést hozott az együttes népszerűségében. A stílus az előző lemezektől az alternatív rock irányába mozdult, hangzásában pop, folk, klasszikus és country elemek keveredtek. Ez a zenei irányvonal a következő, Automatic for the People lemezükön folytatódott.
A lemezről kimásolt Losing My Religion az együttes legnagyobb kislemez sikere lett, az album pedig mind Angliában, mind Amerikában az első helyet érte el a listákon, sok új rajongót hozva a számukra az egész világon. Ez az esemény jelentős mozzanat volt az egész alternatív rock irányzatot tekintve, amely az ehhez hasonlóan sikeres albumok hatására underground státuszból lassan népszerűvé vált a mainstream kultúrában is.
Az együttes nem támogatta meg lemezbemutató turnéval az albumot, mint ahogy a következőt sem.
Az Out of Time tartalmazta az együttes egyik legszokatlanabb dalát, a Shiny Happy People-t, amely nyíltan egyfajta rágógumi-popzene sémára épül. Bár a szám erősen megosztotta a korábbi rajongókat, jelentősen növelte az együttes nemzetközi ismertségét. A R.E.M. sosem játszotta élőben. Ennek lehetséges oka, hogy a felvételen Michael Stipe-ot a The B-52’s együttes énekesnője, Katie Pierson kísérte, aki a koncerteken nem szerepelt. 1991. április 13-án a Saturday Night Live show műsorban élőben előadták Pierson közreműködésével. (Pierson a Contry Feedback és a Me In Honey számokban is közreműködött.)
A másik híres cameo az albumon egy KRS-One nevű rapper közreműködése a Radio Song című dalban. Mike Mills basszusgitáros énekelt a Near Wild Heaven és Texarkana című dalokban, Michael Stipe segítségével.
A komolyabb sikereket elérő Shiny Happy People és Radio Song nem szerepeltek az együttes In Time – The Best of R.E.M. 1988-2003 válogatásalbumán.
Az album a R.E.M. együttes legkelendőbb lemeze a mai napig: Amerikában 4x Platina minősítést szerzett, és világszerte mintegy tízmillió példányban kelt el. Az 1992-es Grammy ceremónián elnyerte a legjobb alternatív album kategória díját.
1998-ban a Q magazin olvasói minden idők 38. legjobb albumának szavazták meg, 2006-ban ugyanezen a szavazáson a 37. helyet érte el.
2006-ban a Time minden idők 100 legjobb albumai közé választotta. Archiválva 2007. november 9-i dátummal a Wayback Machine-ben.
2005-ben a Warner Bros. Records egy kétlemezes változatot adott ki az albumból, amely tartalmazott CD-t és DVD-t is és 5.1-es Sorround keveréssel rendelkezett.

## Az album dalai
Minden dalt Bill Berry, Peter Buck, Mike Mills és Michael Stipe írt.
1. Radio Song – 4:13
2. Losing My Religion – 4:26
3. Low – 4:55
4. Near Wild Heaven – 3:17
5. Endgame – 3:48
6. Shiny Happy People – 3:45
7. Belong – 4:05
8. Half a World Away – 3:26
9. Texarkana – 3:37
10. Country Feedback – 4:07
11. Me in Honey – 4:06

## Közreműködők
- Bill Berry – dob, percussion, basszusgitár, zongora, vokál
- Peter Buck – gitár, mandolin
- Mike Mills – basszusgitár, orgona, zongora, csembaló, vokál
- Michael Stipe – ének

## Kislemezek
| Év   | Kislemez           | Pozíció         |
| ---- | ------------------ | --------------- |
| 1991 | Losing My Religion | #4 U.S., #19 UK |
| 1991 | Shiny Happy People | #10 U.S., #6 UK |
| 1992 | Radio Song         | #28 UK          |

## Eladási minősítések
| Szervezet | Minősítés  | Dátum               |
| --------- | ---------- | ------------------- |
| BPI – UK  | arany      | 1991. március 1.    |
| BPI – UK  | Platina    | 1991. március 1.    |
| BPI – UK  | 2x Platina | 1991. szeptember 1. |
| BPI – UK  | 3x Platina | 1992. március 1.    |
| BPI – UK  | 4x Platina | 1993. június 1.     |
| BPI – UK  | 5x Platina | 1995. október 1.    |
| RIAA – US | arany      | 1991. május 24.     |
| RIAA – US | Platina    | 1991. május 24.     |
| RIAA – US | 2x Platina | 1991. június 19.    |
| RIAA – US | 3x Platina | 1991. október 11.   |
| RIAA – US | 4x Platina | 1992. június 5.     |